# Józef Łącki
Józef Łącki herbu Korzbok – podkomorzy brzeskokujawski w latach 1760–1771, deputat na Trybunał Główny Koronny w 1760 roku, pułkownik znaku husarskiego.
Jako poseł województwa kaliskiego na sejm konowkacyjny 7 maja 1764 roku podpisał manifest, uznający odbywający się w obecności wojsk rosyjskich sejm za nielegalny. W 1764 roku jako poseł województwa kaliskiego na sejm elekcyjny był elektorem Stanisława Augusta Poniatowskiego z województwa kaliskiego. Poseł województwa brzeskokujawskiego na sejm koronacyjny 1764 roku. Był posłem województwa poznańskiego na sejm 1766 roku.